# Ziemia Dobrzyńska (czasopismo)
Ziemia Dobrzyńska. Zeszyty historyczne Dobrzyńskiego Oddziału WTN – rocznik ukazujący się od 1989 do 2006 roku w Rypinie. Wydawcą był Dobrzyński Oddział Włocławskiego Towarzystwa Naukowego. Publikowane w nim były artykuły naukowe, recenzje, materiały dotyczące historii ziemi dobrzyńskiej. Zostało założone z inicjatywy prof. Mirosława Krajewskiego, który był inicjatorem pisma w 1989 r. i redaktorem tomów II-X: 1990-2006.